# فهرست قنات‌های شهرستان بیجار
جدول زیر بر اساس آمار وزارت جهاد کشاورزی تهیه شده‌است. فهرست زیر قنات‌های شهرستان بیجار در استان کردستان را نشان می‌دهد.
| نام قنات           | موقعیت                      | نزدیک‌ترین روستا    | طول قنات (متر) | تعداد میله چاه | عمق مادر چاه | دبی (لیتر بر ثانیه) | سطح زیر کشت (هکتار) |
| ------------------ | --------------------------- | ------------------ | -------------- | -------------- | ------------ | ------------------- | ------------------- |
| آب باریک           | بخش مرکزی شهرستان بیجار     | آب باریک           | ۸۰             | ۸              | ۵            | ۶                   | ۷                   |
| آب باریک           | بخش مرکزی شهرستان بیجار     | آب باریک           | ۴۰             | ۳              | ۳            | ۴                   | ۵                   |
| آزادویس            | بخش کرانی شهرستان بیجار     | آزادویس            | ۱۵۰            | ۱۵             | ۱۲           | ۱                   | ۱۵                  |
| آغکند              | بخش چنگ الماس شهرستان بیجار | آغکند              | ۴۵۰            | ۱۸             | ۶            | ۶                   | ۰                   |
| اسلام‌آباد          | بخش کرانی شهرستان بیجار     | اسلام‌آباد          | ۱۰۰            | ۵              | ۸            | ۲٫۵                 | ۱۸                  |
| اسلام‌آباد          | بخش چنگ الماس شهرستان بیجار | اسلام‌آباد          | ۴۰             | ۴              | ۲            | ۱                   | ۲۰                  |
| اشرف‌آباد           | بخش چنگ الماس شهرستان بیجار | اشرف‌آباد           | ۳۰۰            | ۵              | ۳            | ۸                   | ۴                   |
| اغبلاغ             | بخش مرکزی شهرستان بیجار     | اغبلاغ             | ۱۸۰            | ۱۵             | ۴            | ۰٫۵                 | ۱۴                  |
| اغبلاغ علی اکبرخان | بخش مرکزی شهرستان بیجار     | اغبلاغ علی اکبرخان | ۱۰۰            | ۲              | ۳            | ۲                   | ۴۰                  |
| اغبلاغ علی اکبرخان | بخش مرکزی شهرستان بیجار     | اغبلاغ علی اکبرخان | ۱۸۰            | ۱۵             | ۴            | ۱٫۵                 | ۱۴                  |
| اوج گنبدخان        | بخش کرانی شهرستان بیجار     | اوج گنبدخان        | ۱۸۰            | ۱۲             | ۸            | ۲                   | ۲                   |
| اوج گنبدخان        | بخش کرانی شهرستان بیجار     | اوج گنبدخان        | ۱۵۰            | ۶              | ۵            | ۲                   | ۳                   |
| باباکرم            | بخش چنگ الماس شهرستان بیجار | باباکرم            | ۲۰             | ۴              | ۳            | ۱                   | ۰                   |
| بودلا              | بخش چنگ الماس شهرستان بیجار | بودلا              | ۳۰             | ۳              | ۴            | ۸                   | ۱۵                  |
| تازه قشلاق         | بخش مرکزی شهرستان بیجار     | تازه قشلاق         | ۱۵۰            | ۱۰             | ۷            | ۳                   | ۱۵                  |
| تخت علیا           | بخش مرکزی شهرستان بیجار     | تخت علیا           | ۲۰۰۰           | ۳۷             | ۹            | ۱۶                  | ۳۵                  |
| توپ آغاج           | بخش مرکزی شهرستان بیجار     | توپ آغاج           | ۵۰۰            | ۱۰             | ۲            | ۵                   | ۲۰                  |
| توپ آغاج           | بخش مرکزی شهرستان بیجار     | توپ آغاج           | ۵۰             | ۲              | ۳            | ۳                   | ۱۵                  |
| توپ آغاج           | بخش مرکزی شهرستان بیجار     | توپ آغاج           | ۱۵۰            | ۱              | ۴            | ۲                   | ۶                   |
| توپ آغاج           | بخش مرکزی شهرستان بیجار     | توپ آغاج           | ۱۰۰۰           | ۳۰             | ۲            | ۱۰                  | ۳۰                  |
| جعفرآباد           | بخش مرکزی شهرستان بیجار     | جعفرآباد           | ۸۰             | ۵              | ۵            | ۱۰                  | ۳۰                  |
| جلگه زاوه          | بخش مرکزی شهرستان بیجار     | جلگه زاوه          | ۵۰۰            | ۸              | ۱۰           | ۳                   | ۱۰                  |
| حسن تیمور          | بخش چنگ الماس شهرستان بیجار | حسن تیمور          | ۲۰۰            | ۵              | ۳            | ۲                   | ۳۰                  |
| حسن تیمور          | بخش چنگ الماس شهرستان بیجار | حسن تیمور          | ۱۳۰۰           | ۳۹             | ۹            | ۳                   | ۱۰                  |
| حسن‌آباد مایوکند    | بخش کرانی شهرستان بیجار     | حسن‌آباد مایوکند    | ۷۰۰            | ۲۵             | ۱۰           | ۱٫۵                 | ۳                   |
| حسن‌آباد مایوکند    | بخش کرانی شهرستان بیجار     | حسن‌آباد مایوکند    | ۱۰۰            | ۲۵             | ۶            | ۳                   | ۲                   |
| حسن‌آباد مایوکند    | بخش کرانی شهرستان بیجار     | حسن‌آباد مایوکند    | ۲۰۰            | ۱۸             | ۱۲           | ۲                   | ۴                   |
| حسن‌آباد مایوکند    | بخش کرانی شهرستان بیجار     | حسن‌آباد مایوکند    | ۱۵۰            | ۱۵             | ۸            | ۲                   | ۱۲                  |
| حسین‌آباد گرگان     | بخش چنگ الماس شهرستان بیجار | حسین‌آباد گرگان     | ۲۰۰            | ۱۴             | ۹            | ۱۵                  | ۱۸                  |
| حلوائی             | بخش مرکزی شهرستان بیجار     | حلوائی             | ۵۰۰            | ۸              | ۶            | ۱۰                  | ۲۰                  |
| خانباغی            | بخش چنگ الماس شهرستان بیجار | خانباغی            | ۲۰۰            | ۱۴             | ۷            | ۳                   | ۰                   |
| خانباغی            | بخش چنگ الماس شهرستان بیجار | خانباغی            | ۱۵۰            | ۱۰             | ۵            | ۲                   | ۰                   |
| خانباغی            | بخش چنگ الماس شهرستان بیجار | خانباغی            | ۵۰             | ۲              | ۶            | ۲٫۵                 | ۰                   |
| خرم‌آباد            | بخش چنگ الماس شهرستان بیجار | خرم‌آباد            | ۳۰۰            | ۸              | ۵            | ۵                   | ۶                   |
| خسروآباد           | بخش چنگ الماس شهرستان بیجار | خسروآباد           | ۱۴۰۰           | ۲۰             | ۴٫۵          | ۱۲                  | ۶۰                  |
| خمشلو              | بخش مرکزی شهرستان بیجار     | خمشلو              | ۵۰۰            | ۷              | ۷            | ۱۰                  | ۱۵                  |
| خوشه گل            | بخش مرکزی شهرستان بیجار     | خوشه گل            | ۵۰             | ۳              | ۳            | ۲                   | ۱۵                  |
| داداش کندی         | بخش کرانی شهرستان بیجار     | داداش کندی         | ۲۵۰            | ۸              | ۱۰           | ۰٫۵                 | ۲۰                  |
| دارغیاث            | بخش چنگ الماس شهرستان بیجار | دارغیاث            | ۱۴۰            | ۸              | ۴            | ۵                   | ۰                   |
| دهنه               | بخش چنگ الماس شهرستان بیجار | دهنه               | ۱۲۰            | ۸              | ۴            | ۰٫۵                 | ۰                   |
| رحمت‌آباد           | بخش مرکزی شهرستان بیجار     | رحمت‌آباد           | ۸۰             | ۴              | ۵            | ۳                   | ۱۰                  |
| رستم کندی          | بخش کرانی شهرستان بیجار     | رستم کندی          | ۱۸۰            | ۱۵             | ۵            | ۲                   | ۱۲                  |
| رضاآباد            | بخش چنگ الماس شهرستان بیجار | رضاآباد            | ۱۳۰۰           | ۹۰             | ۳            | ۵                   | ۷                   |
| زاغه فولاد         | بخش مرکزی شهرستان بیجار     | زاغه فولاد         | ۱۰۰۰           | ۲۰             | ۸            | ۱۵                  | ۴۰                  |
| زینل               | بخش چنگ الماس شهرستان بیجار | زینل               | ۱۹۰            | ۶              | ۷            | ۲                   | ۲۰                  |
| زینل               | بخش چنگ الماس شهرستان بیجار | زینل               | ۵۰             | ۲              | ۷            | ۲                   | ۲۰                  |
| زینل               | بخش چنگ الماس شهرستان بیجار | زینل               | ۳۵۰            | ۲              | ۶            | ۲                   | ۶۰                  |
| زیوه               | بخش کرانی شهرستان بیجار     | زیوه               | ۱۵             | ۱۲             | ۸            | ۱٫۵                 | ۲۰                  |
| سراب               | بخش کرانی شهرستان بیجار     | سراب               | ۲۰۰            | ۲۵             | ۸            | ۳                   | ۲۰                  |
| سیفعلی کندی        | بخش کرانی شهرستان بیجار     | سیفعلی کندی        | ۱۵۰            | ۱۰             | ۴            | ۲                   | ۲                   |
| شوشتری             | بخش چنگ الماس شهرستان بیجار | شوشتری             | ۳۰             | ۲              | ۳            | ۱                   | ۱۵                  |
| شیخ بشارت          | بخش کرانی شهرستان بیجار     | شیخ بشارت          | ۲۰۰            | ۸              | ۳            | ۲                   | ۱۰                  |
| علی بدل            | بخش مرکزی شهرستان بیجار     | علی بدل            | ۳۰۰            | ۶              | ۶            | ۵                   | ۱۵                  |
| علی‌آباد            | بخش چنگ الماس شهرستان بیجار | علی‌آباد            | ۶۰             | ۵              | ۳            | ۲                   | ۱۰                  |
| فنیرچه             | بخش مرکزی شهرستان بیجار     | فنیرچه             | ۱۰۰            | ۷              | ۹            | ۸                   | ۲۰                  |
| قراطوره            | بخش مرکزی شهرستان بیجار     | قراطوره            | ۱۰۰۰           | ۲۹             | ۶            | ۶                   | ۴۰                  |
| قره بلاغ           | بخش مرکزی شهرستان بیجار     | قره بلاغ           | ۳۰۰            | ۱۵             | ۱۸           | ۰٫۵                 | ۳۰                  |
| قره محمدلو         | بخش مرکزی شهرستان بیجار     | قره محمدلو         | ۸۰             | ۷              | ۳٫۵          | ۶                   | ۲۵                  |
| قزانفره            | بخش چنگ الماس شهرستان بیجار | قزانفره            | ۴۰۰            | ۲۰             | ۴            | ۲٫۵                 | ۲۰                  |
| قزل آغاج           | بخش چنگ الماس شهرستان بیجار | قزل آغاج           | ۶۰             | ۵              | ۳            | ۳                   | ۱۵                  |
| قزکلند             | بخش مرکزی شهرستان بیجار     | قزکلند             | ۵۰             | ۲              | ۳            | ۵                   | ۳۵                  |
| قوجور              | بخش کرانی شهرستان بیجار     | قوجور              | ۱۸۰            | ۱۵             | ۱۰           | ۲                   | ۲۰                  |
| قوری چای           | بخش چنگ الماس شهرستان بیجار | قوری چای           | ۳۰۰            | ۳۰             | ۳            | ۵                   | ۲۵                  |
| ماقوت              | بخش چنگ الماس شهرستان بیجار | ماقوت              | ۳۴۰            | ۱۹             | ۸            | ۲٫۵                 | ۴۰                  |
| محمدآباد چالاب     | بخش کرانی شهرستان بیجار     | محمدآباد چالاب     | ۱۵۰            | ۳              | ۱۵           | ۱                   | ۱۰                  |
| مدک                | بخش مرکزی شهرستان بیجار     | مدک                | ۱۰۰۰           | ۴۱             | ۵            | ۱۰                  | ۵۰                  |
| مهرآباد            | بخش چنگ الماس شهرستان بیجار | مهرآباد            | ۵۰۰            | ۲۲             | ۹            | ۱۰                  | ۵۰                  |
| ندری               | بخش چنگ الماس شهرستان بیجار | ندری               | ۱۳۰۰           | ۴۰             | ۱۰           | ۳۰                  | ۵۰                  |
| نوشاد              | بخش کرانی شهرستان بیجار     | نوشاد              | ۵۰۰            | ۱۸             | ۱۰           | ۱٫۵                 | ۶                   |
| نیکی ارخ           | بخش کرانی شهرستان بیجار     | نیکی ارخ           | ۱۰۰            | ۵              | ۸            | ۱٫۵                 | ۸                   |
| نیکی ارخ           | بخش کرانی شهرستان بیجار     | نیکی ارخ           | ۲۰۰            | ۱۰             | ۶            | ۲                   | ۱۰                  |
| نیکی‌آباد           | بخش کرانی شهرستان بیجار     | نیکی‌آباد           | ۵۰۰            | ۱۲             | ۱۰           | ۱                   | ۶                   |
| هزارخان            | بخش چنگ الماس شهرستان بیجار | هزارخان            | ۱۰۰            | ۶              | ۳            | ۲                   | ۱۷                  |
| هشتاد جفت          | بخش کرانی شهرستان بیجار     | هشتاد جفت          | ۱۳۰            | ۲۵             | ۸            | ۲٫۵                 | ۳۰                  |
| پیر تاج            | بخش چنگ الماس شهرستان بیجار | پیر تاج            | ۵۰۰            | ۸              | ۴            | ۴                   | ۶۰                  |
| پیر تاج            | بخش چنگ الماس شهرستان بیجار | پیر تاج            | ۶۰۰            | ۸              | ۶            | ۳                   | ۶۰                  |
| پیر تاج            | بخش چنگ الماس شهرستان بیجار | پیر تاج            | ۴۰۰            | ۶              | ۳            | ۳                   | ۶۰                  |
| چالاب              | بخش کرانی شهرستان بیجار     | چالاب              | ۲۰۰            | ۵              | ۸            | ۱                   | ۱۵                  |
| چشمه نقش           | بخش چنگ الماس شهرستان بیجار | چشمه نقش           | ۲۰۰            | ۸              | ۴            | ۲                   | ۵                   |
| چشمه نقش           | بخش چنگ الماس شهرستان بیجار | چشمه نقش           | ۸۰             | ۳              | ۴            | ۷                   | ۸                   |
| چشمه کاظم          | بخش مرکزی شهرستان بیجار     | چشمه کاظم          | ۸۰۰            | ۲۷             | ۶            | ۵                   | ۲۰                  |
| چشمه کوره          | بخش چنگ الماس شهرستان بیجار | چشمه کوره          | ۳۵۰            | ۱۶             | ۱۰           | ۶                   | ۴۲                  |
| چنگیز قلعه         | بخش مرکزی شهرستان بیجار     | چنگیز قلعه         | ۴۰۰            | ۱۰             | ۷            | ۵                   | ۱۵                  |
| کلوچه              | بخش چنگ الماس شهرستان بیجار | کلوچه              | ۳۵۰            | ۱۲             | ۵            | ۵                   | ۱۶                  |
| کهریز              | بخش چنگ الماس شهرستان بیجار | کهریز              | ۵۰             | ۳              | ۴            | ۳                   | ۱۸                  |
| کوگ نبه            | بخش کرانی شهرستان بیجار     | کوگ نبه            | ۱۵۰            | ۱۸             | ۶            | ۱                   | ۱۲                  |
| گاوبازه            | بخش چنگ الماس شهرستان بیجار | گاوبازه            | ۵۰۰            | ۱۸             | ۶            | ۲                   | ۱۰                  |
| گجه گنبد           | بخش مرکزی شهرستان بیجار     | گجه گنبد           | ۱۵۰            | ۸              | ۱۵           | ۵                   | ۲۰                  |
| گرگین              | بخش کرانی شهرستان بیجار     | گرگین              | ۴۵۰            | ۱۵             | ۱۰           | ۲                   | ۴۰                  |
| گلبلاغ             | بخش مرکزی شهرستان بیجار     | گلبلاغ             | ۲۰۰۰           | ۶۷             | ۱۸           | ۱۵                  | ۵۰                  |
| گلپته طغا فی       | بخش مرکزی شهرستان بیجار     | گلپته طغا فی       | ۵۰۰            | ۱۵             | ۴            | ۸                   | ۴۰                  |
| گلپته طغا فی       | بخش مرکزی شهرستان بیجار     | گلپته طغا فی       | ۳۰۰            | ۱۸             | ۵            | ۵                   | ۲۰                  |